# Прошкина, Нина Андреевна
Нина Андреевна Прошкина (в девичестве — Коробкова; род. 14 декабря 1926, Москва) — советская гребчиха. Заслуженный мастер спорта СССР (1960).
Представляла московские общества «Крылья Советов» и «Труд».
Восьмикратная чемпионка СССР (1955, 1956, 1957, 1958, 1959, 1960, 1961, 1962) в составе восьмёрки.
Завоёвывала восемь золотых медалей на чемпионатах Европы (1955, 1956, 1957, 1958, 1959, 1960, 1961, 1962) в составе восьмёрки
Награждена орденом «Знак Почёта».